# Shabbetai Donnolo

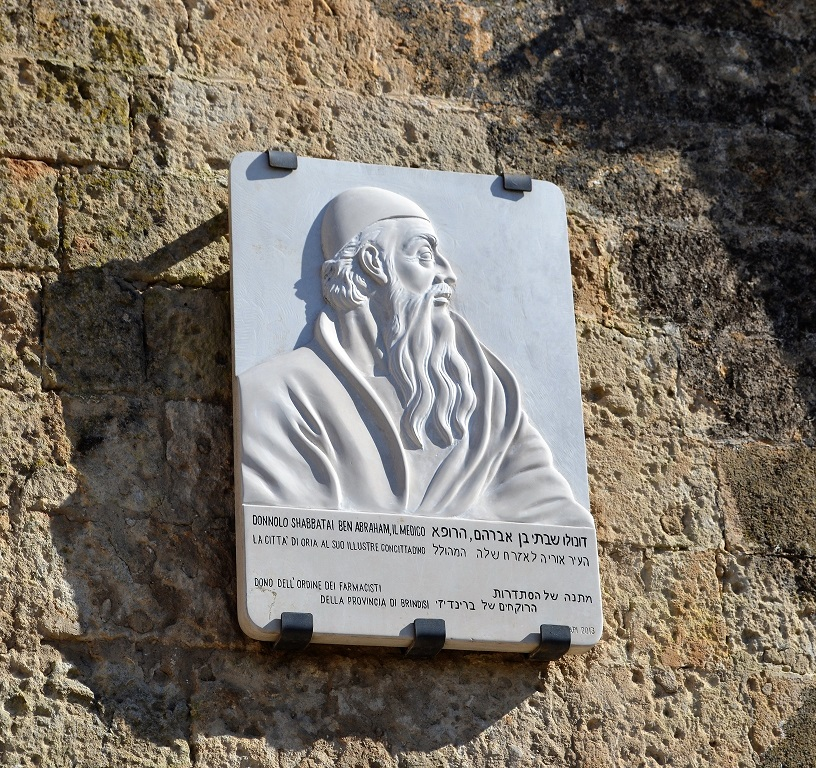
Oria, bassorilievo raffigurante Shabbetai Donnolo, posto a destra della Porta degli Ebrei

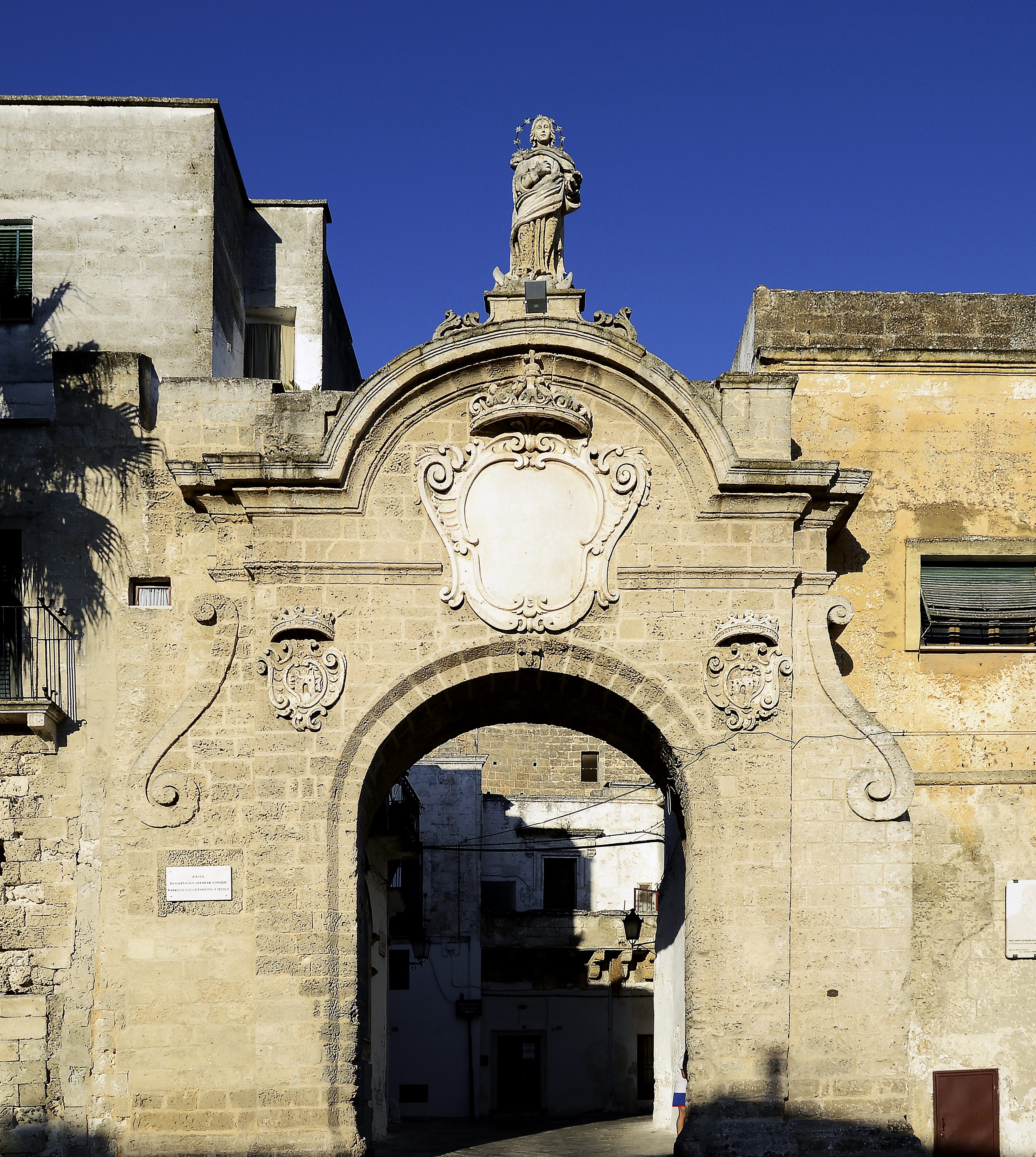
Oria, Porta degli Ebrei

Shabbetai ben Abraham Donnolo, noto anche come Shabbatai bar Abraham Donnolo (in ebraico שבתי דונולו‎?; Oria, 913 circa – 982 circa), è stato un medico, farmacologo e astronomo italiano, eminente rappresentante della cultura ebraica dell'alto medioevo.

## Biografia
Della vita di Donnolo non si hanno che notizie frammentarie: catturato dai saraceni all'età di 12 anni, fu riscattato a Taranto dai parenti e visse il resto della sua vita in Italia meridionale. Medico e astronomo, conosceva ebraico, greco e latino. In un brano autobiografico del suo Sefer Ḥakhmoni, racconta di aver provato diversi mestieri, prima di decidere di studiare medicina e astronomia. Se la sua formazione medica, su cui tace, avvenne a quanto pare su fonti greche e non arabe, per quanto riguarda l'astronomia, egli dichiara di aver letto non solo libri ebraici ma di aver attinto anche alla «scienza dei greci, degli ismaeliti, dei babilonesi e degli indiani», prima di rivolgersi agli insegnamenti di un sapiente non ebreo proveniente da Babilonia di nome Bagdaṭ. Donnolo appare menzionato due volte nell'agiografia di san Nilo da Rossano, il fondatore dell'Abbazia di Grottaferrata, con il quale aveva forse un'amicizia personale. Nel primo episodio, il medico ebreo offre di alleviare le sofferenze dell'eremita causategli dalla vita ascetica, ma quest'ultimo rifiuta le cure. Nel secondo, san Nilo e Donnolo sono presenti all'amputazione di un arto del governatore bizantino di Calabria, Euprassio.

## Opere
A Donnolo sono state attribuite diverse opere quali i testi astronomici e astrologici noti come Sefer ha-Mazzalot (Libro delle costellazioni) e Barayta de-Mazzalot, nonché i trattati medici noti come Practica, e Antidotarium. Le uniche opere a lui attribuibili con certezza, sono il Sefer Mirqaḥot ("Libro degli elettuari") e il Sefer Ḥakhmoni ("Libro sapiente" o "Libro del sapiente").

### Sefer Mirqaḥot
Il Sefer ha-Mirqaḥot, ovvero "Il libro degli elettuari", noto anche come Sefer ha-Yaqar ("Libro prezioso"), è un sommario di quaranta anni di diretta esperienza medica di Donnolo, in cui descrive il procedimento per la preparazione di elettuari, cioè impiastri di piante medicinali mescolate con sostanze viscose quali il miele. Donnolo non appare influenzato dalla medicina araba in quanto non ne fa alcuna menzione nel suo lavoro.
La figura di Donnolo venne associata alla fondazione della Scuola medica salernitana, ma l'ipotesi fu in seguito abbandonata. Donnolo, grazie al suo sapere e alla sua perizia non comune, anticipa l'archiatra, figura tipica del Basso Medioevo.
In ogni caso, il Sefer ha-Mirqaḥot rappresenta il primo testo di medicina composto in Italia dalla caduta dell'impero romano d'Occidente, nonché il primo libro di medicina composto in ebraico in Europa.

### Sefer Ḥakhmoni
La sua opera principale è il Sefer Ḥakhmoni, ovvero "Libro Sapiente" o "Libro del Sapiente", un commentario sul Sefer Yetzirah, il testo che per primo introdusse il concetto di sephirot, che avrà larga fortuna nella speculazione qabbalistica successiva.
Il commento di Donnolo si presenta come diviso in tre sezioni. La prima è un'introduzione contenente un poemetto acrostico che ne assicura l'attribuzione all'autore, seguito da una breve autobiografia, nonché da una tavola delle effemeridi per l'anno 4706 "dalla Creazione del mondo", cioè il 946. La seconda sezione è un commento al versetto biblico (Gn 1,26): "Facciamo l'uomo a nostra immagine e somiglianza", in cui Donnolo cerca di spiegare che l'uomo somiglia a Dio non dal punto di vista fisico (poiché quest’ultimo non ha forma umana), ma solo nelle facoltà intellettuali, che possiede tuttavia in modo imperfetto rispetto a quelle del Creatore; dal punto di vista fisico, l'essere umano somiglia, piuttosto, alla terra da cui fu tratto. La terza sezione, infine, è un commento al già citato Sefer Yetzirah, il quale narra la creazione del mondo da parte della divinità tramite i "trentadue sentieri di sapienza", vale a dire le ventidue lettere dell'alfabeto ebraico e le dieci non meglio specificate sephirot.
Donnolo, quindi, sembra seguire un progetto unitario di descrizione di tutta la realtà, unendo le sue competenze di medicina (in particolare, in questo caso, di fisiologia), che lo aiutano a comprendere il corpo umano, e quelle di astronomia e astrologia, con cui può indagare i misteri del mondo. Nella sua opera, incentrata sull'idea della corrispondenza fra microcosmo e macrocosmo, egli concilia la tradizione ebraica con la filosofia neoplatonica, mostrando un intento di unificazione dei saperi, non solo all'interno di discipline diverse, ma anche fra culture differenti.

## Edizioni delle sue opere
- Moritz Steinschneider, Donnolo, Fragmente des ältesten medizinische Werkes in hebräischer Sprache, Berlino 1867.
- Moritz Steinschneider, Donnolo: Pharmakologische Fragmente aus dem 10. Jahrhundert, Berlino 1868.
- Il commento di Sabbatai Donnolo sul libro della creazione, pubblicato per la prima volta nel testo ebraico con note critiche e introduzione da David Castelli. Pubblicazioni del R. Istituto di studi superiori pratici e di perfezionamento in Firenze. Sezione di filosofia e filologia - Accademia orientale. Le Monnier, Firenze 1880.
- Lola Ferre, Donnolo’s Sefer ha-yaqar: New Edition with English Translation, in G. Lacerenza (a c.), Šabbeṯay Donnolo. Scienza e cultura ebraica nell’Italia del secolo X, Università degli Studi di Napoli “L’Orientale”, Napoli 2004, pp. 1–20.
- Shabbatai Donnolo. Sefer Ḥakhmoni. Introduzione, testo critico e traduzione italiana annotata e commentata a cura di Piergabriele Mancuso, (Biblioteca ebraica italiana), Giuntina, Firenze 2009. ISBN 978-88-8057-343-2
- Piergabriele Mancuso, Shabbatai Donnolo’s Sefer Ḥakhmoni. Introduction, Critical Text, and Annotated English Translation, Brill, Leiden - Boston 2010.
- Giuseppe M. Cuscito, Il "Libro prezioso" di Šabbeṯay Donnolo. Traduzione italiana commentata", in Sefer Yuḥasin. Nuova serie., n. 2, Napoli, Università degli Studi di Napoli "L'Orientale", 2014,  pp. 93-106.
- Piergabriele Mancuso, Il Sefer ha-mazzalot di Šabbatai Donnolo. Testo ebraico e traduzione italiana annotata e commentata, in P. Cordasco, F. Pappalardo e N. Surico (a cura di), L'umanità dello scriba. Testimonianze e studi in memoria di Cesare Colafemmina, Cassano delle Murge, Messaggi Edizioni, 2015,  pp. 103-143.